# آمبون
آمبون اصلی‌ترین و مهم‌ترین بندر جزیرهٔ آمبون و پایتخت استان ملوک اندونزی است. جمعیت این شهر در سال ۱۹۹۰ بالغ بر ۲۷۵٬۸۸۸ نفر بوده‌است.
آمبون یکی از بزرگ‌ترین شهرهای شرقی اندونزی است. این شهر دارای یک فرودگاه است. هم‌چنین دانشگاه ملی پاتیمورا و نیز دانشگاه مسیحیان اندونزی در ملوک (یوکی‌آی‌ام) که یک دانشگاه خصوصی پروتستانها است، در این شهر واقع شده‌است. البته این دانشگاه‌ها در جریان درگیری‌های سال‌های ۲۰۰۰ تا ۲۰۰۲ خسارت‌های فراوانی دیدند.